# Vadas Nikolett
Vadas Nikolett (Budapest, 1990. április 3. –) labdarúgó, hátvéd. Jelenleg a Dorogi Diófa SE játékosa.

## Pályafutása
2003-ban a Kőbányai Ifjúsági SE csapatában kezdte a labdarúgást. 2007 nyarán került az MTK csapatához. Az első idényben még kölcsönjátékosként, majd az MTK labdarúgójaként szerepelt az élvonalban. Az MTK-val egy-egy bajnoki ezüst- és bronzérmet szerzett. A 2009–10-es idényben, februárban igazolt a Taksony SE csapatához, ahol másfél idényen át játszott és egy újabb bajnoki bronzérmet szerzett. 2011 nyarán az újonnan alakult Astra Hungary FC labdarúgója lett, de tétmérkőzésen azóta nem lépett pályára.

## Sikerei, díjai
- Magyar bajnokság
  - 2.: 2008–09
  - 3.: 2007–08, 2010–11
- Magyar kupa
  - döntős: 2008